# Orthostichella pandurifolia
Orthostichella pandurifolia är en bladmossart som beskrevs av William Russell Buck 1994. Orthostichella pandurifolia ingår i släktet Orthostichella och familjen Meteoriaceae. Inga underarter finns listade i Catalogue of Life.